# Acrocercops poliocephala
Acrocercops poliocephala là một loài bướm đêm thuộc họ Gracillariidae. Loài này có ở Queensland.